# Brittany Snow
Brittany Anne Snow (født 9. marts 1986) er en amerikansk tv- og filmskuespiller, bedst kendt for The Pacifier, John Tucker Must Die, Hairspray, Pitch Perfect, Pitch Perfect 2, Someone Great og Prom Night. 

## Opvækst
Snow blev født og voksede op i Tampa, Florida. Hun er datter af Cynthia, som arbejder for Prentice Hall, og John Snow Senior, som ejede et forsikringsselskab for han gik på pension, så han kunne følge med i Snows liv. Hun har en halvbror, John Jr. og en halvsøster, begge bor i Ohio. Hun er nære venner med Bethany Joy Galeotti, Sophia Bush, Amanda Bynes, Ashley Tisdale, Zac Efron, Arielle Kebbel og Vanessa Hudgens. Snow gik på  Carrollwood Day School in Tampa, Florida, i hendes tidlige skoleår, og gik på middel school på Ben Hill. Hun gratuerede i 2004 fra Gaither High School også i Tampa, Florida.

## Karriere
Snow begyndte som model, da hun var 3½ for Burdines. Hun havde en meget populær rolle som 12-årig, som den forstyrrede teenager Susan LeMay i sæbeoperaen Guiding Light fra 1998-2001. Hun er måske også kendt for sin rolle som Meg Pryor på NBCs American Dreams og som Ariel Alderman nynazitiske high school elev i den tredje sæson af Nip/Tuck. I 2005 medvirkede Snow i The Pacifier sammen med actionstjernen Vin Diesel. I 2006 spillede hun med i filmen John Tucker Must Die og lagde stemme til Naminé i videospillet Kingdom Hearts II og som Shizuku Tsukishima i Studio Ghibli-filmen Whisper of the Heart. Snows mere fornylige rolle var i musical-filmen Hairspray, filmversionen af Broadwaymusicalen, som Corny Collins Show dronning Amber Von Tussle, hvor hun spillede overfor James Marsden, Nikki Blonsky, Amanda Bynes og Zac Efron. Pga. hendes rolle i Hairspray viste Snow sin musikalske side, ved synge en del sange, inklusiv soloen kaldet "The New Girl In Town", en sang fra Broadwaymusikalske version. Snow spillede hovedrollen i Prom Night, som fik premiere i april, 2008.

## Filmografi
| År   | Titel                | Rolle              |
| ---- | -------------------- | ------------------ |
| 1995 | Whisper of the Heart | Shizuku Tsukishima |
| 2005 | The Pacifier         | Zoe Plummer        |
| 2006 | John Tucker Must Die | Kate Spencer       |
| 2007 | Hairspray            | Amber Von Tussle   |
| 2007 | On the Doll          | Balery             |
| 2008 | Prom Night           | Donna Keppel       |
| 2008 | Black Water Transit  | Sardoonah          |
| 2008 | Finding Amanda       | Amanda King        |
| 2009 | The Vicious Kind     | Emma               |
| 2012 | Pitch Perfect        | Chloe Beale        |
| 2015 | Pitch Perfect 2      | Chloe Beale        |
| 2017 | Pitch Perfect 3      | Chloe Beale        |
| 2019 | Someone Great        | Blair Helms        |

### Fjernsyn
- From the Earth to the Moon (1998)
- Guiding Light (1998-2001), som Susan LeMay #2
- Murphy's Dozen (2001)
- American Dreams (2002-2005), som Meg Pryor
- Punk'd (2005) hende selv
- Nip/Tuck (2005) – Ariel Alderman (5 episoder)
- Law & Order: Special Victims Unit (2006) – "Influence", som Jamie Hoskins
- Framed (2008) – "Number 5", som hende selv

### Andet
- Kingdom Hearts II (2006) (videospil) – som Naminé
- Whisper of the Heart (2006) (animationsfilm) – som Shizuku Tsukishima
- My Girl, My Boo – Nu Ground (2000) (musikvideo) – som kæreste
- The Phrase That Pays – The Academy Is... (2006) (music video) – som sygeplejerske
- Sing Along" – Virginia Coalition (2008) (musikvideo)
- Ride – Cary Brothers (2008) (musikvideo)

## Diskografi

### Soundtracks
- 2007: Hairspray Soundtrack – 10. juli 2007

### Singles
| År   | Titel                                                                | Album                       |
| ---- | -------------------------------------------------------------------- | --------------------------- |
| 2007 | "The New Girl in Town" (with Hayley Podschun and Sarah Jayne Jensen) | Hairspray (2007 soundtrack) |

## Priser og nomineringer
Young Artist Awards
- 2000: Nomineret til "Young Artist Award Best Performance in a Soap Opera – Young Actress" for The Guiding Light
- 2001: Vandt "Young Artist Award Best Performance in a Daytime TV Series – Young Actress" for The Guiding Light
- 2002: Nomineret til "Young Artist Award Best Performance in a TV Drama Series – Leading Young Actress" for The Guiding Light
- 2003: Nomineret til "Young Artist Award Best Ensemble in a TV Series (Comedy or Drama)" for American Dreams (Delte den med Ethan Dampf, Vanessa Lengies og Sarah Ramos)
- 2004: Nomineret til "Young Artist Award Best Performance in a TV Series (Comedy or Drama) – Supporting Young Actress" for American Dreams

Soap Opera Digest Awards
- 2001: Nomineret til "Soap Opera Digest Award Outstanding Child Actor" for The Guiding Light

Teen Choice Award
- 2003: Nomineret til "Teen Choice Award Choice TV Actress – Drama/Action Adventure" for American Dreams
- 2003: Nomineret til "Teen Choice Award Choice TV Breakout Star – Female" for American Dreams
- 2004: Nomineret til "Teen Choice Award Choice TV Actress – Drama/Action Adventure" for American Dreams

Hollywood Film Festival
- 2007: Vandt "Hollywood Film Award Ensemble of the Year" for: Hairspray (Delte den med Nikki Blonsky, John Travolta, Michelle Pfeiffer, Queen Latifa, Christopher Walken, Amanda Bynes, James Marsden, Zac Efron, Elijah Kelley og Allison Janney)

Screen Actors Guild Awards
- 2008: Nomineret til "Outstanding Performance by a Cast in a Motion Picture for Hairspray (Delte den med Nikki Blonsky, Amanda Bynes, Paul Dooley, Zac Efron, Allison Janney, Elijah Kelley, James Marsden, Michelle Pfeiffer, Queen Latifa, Jerry Stiller, John Travolta og Christopher Walken)